# Ritm circadian

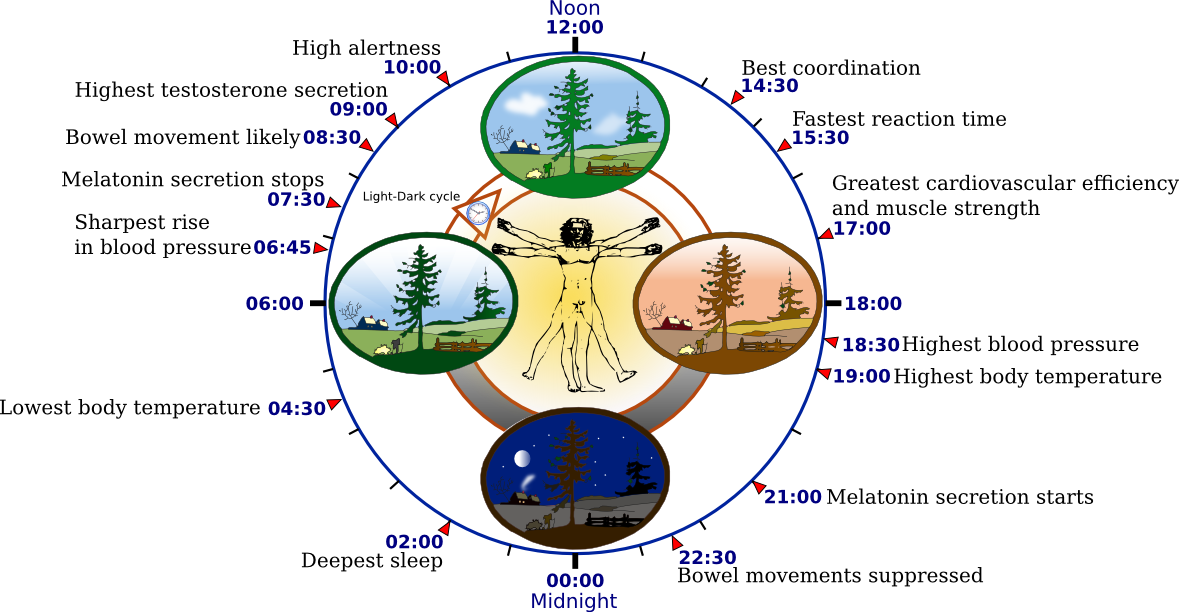
Ceasul biologic uman

Ritmul circadian sau ritmul nictemeral este un ciclu de aproximativ 24 de ore al proceselor biochimice, fiziologice sau comportamentale aparținând entităților vii, inclusiv plante, animale, ciuperci sau cianobacterii (vezi și Ritmul circadian bacterian).
Ritmurile circadiene se pot referi la un proces care își are originea în interiorul organismului (adică endogen) și reacționează la mediu (adică este sincronizat cu ciclul ambiental).Ritmurile circadiene sunt reglate de ceasul circadian a cărui funcție principală este să coordoneze ritmic procesele biologice astfel încât acestea să survină la timpul exact, pentru a maximiza condiția fizică bună a unei persoane. Procesele cu cicluri de 24 de ore sunt denumite mai general ritmuri diurne; totuși, ritmurile diurne nu pot fi numite ritmuri circadiene, în afară de cazul când pot fi confirmate ca endogene, și nu ambientale. 

## Etimologie
Termenul de circadian, inventat de Franz Halberg, provine din la. circa (ro. în jurul), și la. 'diem sau dies, (ro.zi) , și înseamnă literalmente aproximativ o zi. 

Pe de altă parte, noțiunea de nictemer este un împrumut din limba franceză, nycthémère, acesta la rându-i provenind din gr. nyx și gr. hemera.

Studiul formal al ritmurilor biologice temporale, cum ar fi cel zilnic, ritmul mareelor, săptămânal, de sezon, și anual, se numește Cronobiologie.

## Despre ceasul biologic
"Ceasul biologic" al fiecărei persoane corespunde în mare aproximație cu ciclul unei zile, iar de fapt, "circadian" înseamnă "aproximativ o zi". Ciclul de veghe și somn este strâns legat de temperatura corpului: cu cât temperatura este mai mare, cu atât suntem mai activi; de partea cealaltă, cu cât temperatura scade, starea de somnolență începe să apară. 

Ritmurile corpului par a se baza pe două perioade de somn în fiecare zi: una lungă pe parcursul nopții și una scurtă, la amiază, când mulți oameni obișnuiesc să doarmă sau cel puțin să se odihnească, oprindu-se din alerta obișnuită a celorlalte momente ale zilei.

Cercetătorii au aflat că atunci când oamenii sunt îndepărtați de orice sursă a timpului exact (ceasuri, lumina solară etc.), "ceasul" lor intern pare să funcționeze pentru o zi lungă de aproximativ 25 de ore. Dacă ceasul biologic se desincronizează cu cel al societății, încep să apară probleme legate de somn.